# Il canto dell'amor trionfante
Il canto dell'amor trionfante (titolo originale in russo: Песнь торжествующей любви) è un tardo racconto breve dello scrittore Ivan Sergeevič Turgenev, pubblicato nel 1881, che trasferisce nella Ferrara rinascimentale atmosfere e suggestioni esotiche, cariche di mistero, di elementi soprannaturali, proprie del romanzo gotico e care a parte del movimento romantico.

## Genesi del racconto e sua pubblicazione
Turgenev, che cominciò a scrivere questa novella nel 1879, appose sul manoscritto la seguente frase: «Iniziato a Bougival domenica 2 novembre 1881 e concluso il 21». In realtà aveva solo steso l'intera trama, seppur in maniera particolareggiata, ma solo due pagine potevano dirsi propriamente ultimate. Il lavoro fu a quel punto messo da parte e ripreso un anno e mezzo dopo, allorché Turgenev modificò il nome del protagonista, — Fabio invece di Alberto — la fine, che nella prima versione prevedeva la morte di Muzio e di Valeria, e qualche altro dettaglio. Così il 13 marzo 1881 poté dichiarare all'amico Michail Stasjulevič: «Annuncio inatteso! Lasciate sul numero di aprile del Vestnik Evropy una ventina di pagine per un racconto un po' fantastico del Vostro umile servo, la cui storia avrete tra quindici giorni a partire da oggi».
Anche stavolta Turgenev non rispettò i tempi pronosticati e si diede a rielaborare alcuni capitoli e singole scene. Rifinì la cornice storica, senza tuttavia uscire dai modi convenzionali nella resa dell'età rinascimentale, e acuì il mistero attorno al personaggio del servo malese, che nella redazione definitiva, rispetto al canovaccio del 1879, non resta impotente di fronte alla morte di Muzio, ma grazie ai suoi inquietanti poteri può riportarlo in vita. Il Canto, la cui vicenda si snoda in quattordici brevissimi capitoli ed è presentata dall'autore sotto forma di un antico manoscritto italiano da lui letto, fu concluso a giugno, inviato a Stasjulevič e pubblicato nel numero di novembre del suo Vestnik Evropy.
I modelli d'ispirazione si possono far risalire, sotto il profilo stilistico, a Flaubert, Mérimée e Stendhal, mentre per quanto riguarda l'amalgama di tratti arcani e fantastici, amplificato dalla componente onirica, si citano i nomi di Hoffmann e Poe. Rispetto al processo di formazione e di sviluppo dell'intreccio, infine, il critico Geršenzon ritiene che Turgenev sia debitore al racconto A strange story di lord Bulwer-Lytton, in cui si narra di due giovani, Allen e Lilian, messi in apprensione da un loro coetaneo tornato da un viaggio in Oriente, «dove ha fatto proprie misteriose pratiche magiche e suadenti melodie tra cui l'inno di una setta di adoratori del Sole».
Il successo del Canto fu in Russia superiore alle modeste aspettative di Turgenev, ma anche in Europa il racconto fu accolto con favore. Già nel 1881 si contavano due edizioni tedesche e una francese, seguite nel 1882 da una pubblicazione negli Stati Uniti e due anni dopo in Danimarca.

## Trama
(Ivan S. Turgenev, Il canto dell'amor trionfante e altri racconti, Milano, 2016, p. 154)
Nella Ferrara del 1542 governata dal figlio di Lucrezia Borgia, il duca Ercole II d'Este, vivono Fabio e Muzio, amici sin dall'infanzia, entrambi ricchi, affascinanti e vanto della comunità. Muzio suona il violino, sfodera un'aria tenebrosa accentuata dell'incarnato olivastro e dal colore scuro di occhi e capelli, ha un'indole malinconica che non gli consente di brillare nella conversazione; Fabio è un valente pittore, ha gli occhi azzurri e la chioma bionda che evidenziano il suo carattere più comunicativo e solare. Quando il Duca organizza una festa popolare nella 
piazza principale della città, i due vedono la bella Valeria, una ragazza timida, appassionata di musica, che conduce un'esistenza solitaria, e se ne innamorano. Gli amici si dichiarano alla fanciulla, avendo prima concordato che l’innamorato respinto si sarebbe ritirato di buon grado. Valeria suona con Muzio, ma parla più volentieri con Fabio, e al momento di scegliere tra i due chiede consiglio alla madre, la quale gli suggerisce di sposare il secondo. Così Valeria e Fabio si uniscono in matrimonio, mentre Muzio, col cuore ferito, decide di partire.
Trascorsi cinque anni Muzio rientra a Ferrara. In quel torno di tempo, la felicità ha accompagnato i due sposi, nonostante la mancanza di un erede e la morte della madre di Valeria. Girando per le vie della città, Fabio incontra Muzio per caso e lo invita a trasferirsi da lui, in un padiglione appartato sito nel giardino della sua villa. Muzio accetta e compare nella sua nuova residenza accompagnato da un servo malese, cui è stata mozzata la lingua (si apprende poi che la perdita della lingua è stato un volontario sacrificio per acquisire il potere di restituire la vita ai morti), e da bauli pieni di oggetti strabilianti raccolti nel corso di lunghi viaggi nell'esotico Oriente, dalla Cina all'India, dall'Arabia al Tibet. Di uno di questi oggetti, una preziosa collana di perle ricevuta come ricompensa dallo Scià di Persia per un non meglio specificato servizio resogli, fa omaggio a Valeria. La collana produce sulla donna una strana sensazione: la sente pesante, calda e aderente alla pelle.
La prima sera, a cena, Muzio racconta le sue avventure, si esibisce in trucchi da fachiro coi serpenti e nella lievitazione, fa bere alla coppia di amici — e beve egli pure — un bicchiere di denso vino di Shiraz, e infine, sollecitato da Valeria che gli domanda se ha continuato a coltivare la passione per la musica, suona con un violino indiano una meravigliosa melodia dal titolo Canto dell'amor trionfante. Alla richiesta di suonare ancora, Muzio ribatte che il Canto non può essere ripetuto e se ne va a dormire, dopo aver salutato Valeria con una forte stretta di mano.
Quella notte Valeria sogna di essere in una grande stanza dal soffitto basso, arredata con monili e fogge orientali, e che da una porta occultata da una tendina di velluto entra Muzio, le si avvicina, la stringe e la bacia... La donna si sveglia in preda al terrore e al marito spiega di aver avuto un incubo, evitando di scendere nei dettagli, mentre le note del Canto risuonano nella notte. La mattina successiva, a colazione, Muzio rivela di aver fatto un sogno molto simile a quello di Valeria, con la differenza che dalla porta entrava una donna da lui amata un tempo e ora morta assieme al marito. Fabio non può immaginare l'impressione suscitata in Valeria a questa notizia, che poco dopo si allontana dalla stanza, ma trova curioso che anche lei sia stata contemporaneamente visitata da un sogno insolito. In quel momento Muzio annuncia che gli affari lo chiamano a Ferrara e che rientrerà in serata.
Fabio, che aveva perfezionato il suo talento di pittore aiutato da Bernardino Luini, sta ultimando un ritratto della moglie, rappresentata con gli attributi di Santa Cecilia, ma quel giorno Valeria gli pare diversa, priva di quello sguardo improntato alla purezza assoluta che gli aveva ispirato l'idea del dipinto, e rinuncia a proseguire il lavoro, distratto egli stesso da inquietanti pensieri sull'amico Muzio, il quale, come promesso, ricompare all'ora di cena.
Consumato il vitto serale, gli sposi raggiungono la camera da letto. Fabio si addormenta subito per destarsi poco dopo e scoprire che la moglie non è accanto a lui. Prima che corra a cercarla, Valeria si affaccia nella stanza proveniente dal giardino. Ha i piedi nudi, sporchi di terreno, e sui capelli, gocce di pioggia. Sembra in stato di sonnambulismo, con le braccia tese in avanti, gli occhi chiusi e i movimenti automatici. Ancora una volta Fabio ode la struggente melodia del Canto e si lancia nel padiglione dove trova Muzio con le vesti bagnate. Lo interroga, ma l'amico pronuncia parole sconnesse, con voce cantilenante e un'espressione piena di stupore, come una persona non perfettamente cosciente. Tornato al talamo coniugale, Fabio sveglia Valeria la quale, inorridita, gli racconta che ha fatto di nuovo quell'orribile sogno.
Il giorno appresso Muzio scompare e Valeria si reca da padre Lorenzo per ricevere il conforto spirituale di cui la sua anima oppressa sente il bisogno. E infatti gli confessa il suo «involontario peccato», al che il monaco decide di parlare direttamente con Fabio per consigliargli di allontanare il vecchio amico che, uomo mai fermo nella fede, potrebbe essere stato iniziato ai segreti della magia nelle lontane terre percorse. Fabio concorda con lui e risolve di avere un franco confronto con Muzio, ma deve rimandare la spiegazione perché il giovane non ha fatto ritorno a casa.
Valeria la sera prende presto sonno, a differenza di Fabio che continua a chiedersi cosa stia effettivamente accadendo e se Muzio non sia davvero uno «stregone». A interrompere il corso delle sue angosciose riflessioni è Valeria, che scossa da una «corrente leggera e profumata», benché sempre incosciente, si alza dal letto e prova a dirigersi verso il giardino, ma Fabio le chiude la porta d'accesso. Allora si precipita da Muzio al padiglione, quando lo vede avanzare, anche lui come un sonnambulo, con gli occhi spalancati e un sorriso immobile. Accortosi che Valeria è riuscita a spalancare la finestra della camera da letto e che, braccia protese in direzione di Muzio, è pronta a saltare giù dal davanzale, afferra il rivale, gli strappa il pugnale che ha alla cintola e gli trapassa il fianco. All'unisono Muzio e Valeria emettono un grido lacerante, grido che salva la donna, facendola svenire, dalla caduta nel vuoto.
Fabio è sicuro di aver ucciso Muzio, ma non resiste alla tentazione di accertarsene di persona e si reca al padiglione. Vede Muzio cadavere a terra, avvolto in un ampio scialle rosso, il medesimo che ricopre il servo malese inginocchiato ai suoi piedi con in mano il ramo di una pianta ignota, che di tanto in tanto agita nell'aria, muovendo le labbra nell'atto di pronunciare mute parole. Quando Fabio gli domanda se il suo padrone è morto, il malese lo caccia via con un gesto imperioso cui il giovane deve obbedire.
Spuntate le luci del giorno, il portiere avvisa Fabio che il malese gli ha spiegato in una lettera, scritta in un italiano corretto, che il signor Muzio, molto malato, desidera partire e chiede servi, per fare i bagagli, e cavalli per il viaggio. Fabio è perplesso, non riesce a credere che Muzio possa essere sopravvissuto alla ferita mortale che gli ha inferto. Riferisce la novità alla moglie, che tira un sospiro di sollievo e lo implora di gettare la collana di perle avuta da Muzio nel più profondo dei loro pozzi. Fabio obbedisce, ma poi un impulso irresistibile lo spinge a curiosare ancora nel padiglione, ed è in quel frangente che assiste atterrito al lento ritorno in vita di Muzio, reso possibile dalle arti magiche del malese.
Al momento di partire, Muzio ha le membra rigide, sul volto il pallore del cadavere, e tuttavia siede a cavallo e nel suo sguardo brilla la scintilla della vita. Di lui non si saprà più nulla e l'armonia tornerà tra i due sposi. Ma il giorno che Fabio termina il ritratto, Valeria, la quale è seduta davanti all'organo come contemplato dall'iconografia di Santa Cecilia, improvvisamente e senza volerlo, suona il Canto dell'amor trionfante e «in quello stesso istante, per la prima volta dopo il matrimonio», ha l'esatta percezione che una nuova vita sta crescendo dentro di lei.

## Critica

### I contemporanei
Turgenev non credeva che il suo pasticcio italiano, come definisce il Canto nella lettera a Stasjulevič di settembre del 1881, avrebbe avuto successo, e del suo stesso parere erano anche i noti critici Polonskij e Annenkov, suoi amici. Il primo, ad esempio, suggerì a Stasjulevič di pubblicare il Canto assieme a un altro racconto dello stesso tenore, per non convogliare l'indifferenza del pubblico sull'opera di Turgenev. L'autore stesso invitò Stasjulevič a stampare su un altro giornale, il Porjadok (l'Ordine), un secondo suo racconto, in modo che il pubblico, potendo leggere qualcosa alla vecchia maniera, «non sia tentato di considerarlo pazzo». I timori di Turgenev e dei suoi amici si rivelarono però infondati e Ivan Sergeevič dovette constatare che in Russia il Canto non era stato «solo biasimato ma anche apprezzato».
Due furono in sostanza le reazioni suscitate nella critica dal racconto: c'è chi lo esaltò per la bellezza dello stile, come un elegante modello di «cesello letterario», e ci fu chi rimarcò il distacco di Turgenev dalla realtà del suo tempo. Ma forse fu proprio lui l’ideatore di una tesi che attribuì a una «signora russa» e secondo la quale «Valeria sarebbe la Russia; Fabio il governo; Muzio, che sebbene perisca riesce comunque a fecondare la Russia, il nichilismo; e il malese muto il mužik russo (pure senza voce), il quale fa resuscitare il nichilismo».
Antokol'skij, per quanto riconosca che il racconto è «molto bello», gli rinfaccia di rappresentare «un passo indietro» per la netta presa di distanza dall'attualità. E tuttavia — aggiunge — grazie mille a Turgenev: lui per primo ci dice che per noi adesso è meglio in generale dimenticare, dormire, vaneggiare su un sogno fantastico».
Degna di interesse è la polemica che scoppiò tra due riviste ucraine: Novoe Vremja (l'Età moderna) e Zarja (l'Alba). Viktor Burenin (1841-1926), recensore della seconda, sottolineando come Turgenev sia riuscito a fondere nel Canto «il realismo più incisivo con l'elemento fantastico più bizzarro», ne decanta proprio la capacità di essersi tenuto lontano dall'attualità, così da poter offrire al lettore una «poesia raffinata», di incondizionato valore artistico. A Burenin ribatte, dalla pagina letteraria della Novoe Vremja, Michail Kulišer (1847-1919), il quale descrive la novella come «una cosa assai noiosa, pur se scritta magistralmente», priva di senso e «frutto ozioso della fantasia dello scrittore». La controrisposta di Zarja si limita ad esaltare la «straordinaria bellezza» formale del racconto e non entra nel merito del contenuto, ma la polemica continuò a infuriare coinvolgendo altri giornali, finché il più noto critico della Novoe Vremja, Ars. I. Vvedenskij (1844-1909), intervenne per comporre i divergenti giudizi in una sintesi efficace. Egli infatti ammette che il Canto «non ha alcun rapporto con la nostra epoca burrascosa», ma non si può pretendere che uno scrittore soddisfi i desideri di tutti. Turgenev aveva per anni «alzato la voce e quando ha raccontato gli eroi contemporanei, lo ha fatto con sentimento», perciò era giusto concedergli il diritto di scrivere storie fantastiche. In più se si prescinde dall'elemento fantastico, si può scoprire il vero pregio del Canto che consiste nella sottile analisi psicologica dei personaggi, tratto questo che rende il racconto se non attuale, moderno in senso generale.
Molto sfavorevole è il giudizio di Michajlovskij, giacché egli dalla tribuna delle Otečestvennye Zapiski fa notare che per quanto uno scrittore voglia soddisfare la sua aspirazione al bello, il fattore morale entra sempre nel suo lavoro, solo che lo fa «in forma rozza», e tale da riflettere «l'ambiente culturale dal quale proviene».

### L'interpretazione più recente
Secondo l’analisi della studiosa Elena V. Skudnjakova, l’immaginario fantastico in cui è inserita la novella, col suo sfumare il confine tra reale e irreale e combinare le due dimensioni in un tutto organico, non è che uno strumento finalizzato a penetrare l’inconscio dei personaggi e a svelarne i reconditi moti interiori di cui sono ignari.
La figura di Muzio è trasmessa al lettore attraverso le impressioni che suscita nei due sposi, rese da Turgenev con un linguaggio vagliato attentamente per affinare l'incertezza, lo smarrimento. Così Muzio, a differenza di Fabio e Valeria, non mostra alcuna ambivalenza, se si esclude il suo apparire sulla scena da vivo e da morto, essendo definito entro uno schema mentale condizionato dalla paura.
Fabio, animo nobile e luminoso, non esita, quando il tarlo della gelosia lo punge alla vista della donna amata che si protende verso Muzio, a infilzargli la lama del pugnale fino all'impugnatura. Non può tollerare che il rivale di un tempo minacci la sua serenità coniugale, e lo uccide. Valeria, che all'inizio del racconto non sa scegliere tra i due pretendenti e sposa chi gli consiglia la madre, unita a Fabio, incarnazione dell'amore spirituale, non diventa madre e infatti è ritratta nell'iconografia di Santa Cecilia, emblema della castità, vergine anche dopo il matrimonio, e patrona della musica. Ma l'apparire di Muzio, personificazione dell'amore carnale, desta nel suo inconscio uno sconosciuto sentimento che risponde alle leggi dell’attrazione, il quale si esterna come malessere fisico, le altera l'espressione del viso tanto che Fabio non ravvisa più in lei la nota purezza e sospende i lavori del ritratto. Muzio lega a sé la donna con le note del Canto, potente dichiarazione di un amore che il tempo non ha cancellato. Valeria resiste, ma alla fine cede, dominata da un’emozione che sfugge alla sua volontà. E per quanto Muzio possa sembrare l'artefice di un sortilegio d'amore, non diversamente da Valeria, pure lui è vittima della stessa incontrollabile passione. Sono infatti entrambi in stato di sonnambulismo quando consumano il rapporto sessuale ed è in siffatto peculiare stato tra sonno e veglia che Muzio esegue subito dopo il Canto. In questa chiave di lettura psicologica del racconto, la resurrezione di Muzio sta a significare che egli continuerà a vivere nel figlio che nascerà. E quando Valeria avverte di essere incinta, involontariamente suona all'organo le note del Canto a suggello di un ‘‘amor vincit omnia’’ nella nuova vita che è stata creata.
L'immaginario fantastico amplificato dall'Oriente misterioso non sarebbe dunque che lo sfondo di una violenta storia d'amore, dove la «natura e il suo cieco determinismo hanno trionfato sulla ragione e sulla volontà individuale».

## Nella cultura di massa
- Ha ispirato il brano per violino e orchestra Poème op. 25, del compositore Ernest Chausson.
- Pesn' toržestvujuščej ljubvi, film russo prodotto dagli studi Chanžonkov, per la regia di Evgenij Bauer (1865-1917) nel 1915, con ambientazione e nomi russi.
- Le Chant de l’amour triomphant, film francese diretto da Viktor Turžanskij nel 1923.
- Pieśń triumfującej miłości, adattamento televisivo polacco del 1969, in forma di cortometraggio, diretto da Andrzej Żuławski.
- Il canto dell'amor trionfante, opera lirica presentata in prima assoluta al teatro Coccia di Novara il 12 dicembre 2014, con musiche, testi e regia di Paolo Coletta.[11]